# Richard Yates
Richard Yates (ur. 3 lutego 1926, zm. 7 listopada 1992) – amerykański pisarz, autor powieści i opowiadań.

## Życiorys
Urodzony w Yonkers w stanie Nowy Jork Yates pochodził z rozbitej rodziny. Jego rodzice rozwiedli się, kiedy miał trzy lata. Swoje dzieciństwo spędził, przeprowadzając się do różnych miast i domów. Yates po raz pierwszy zainteresował się dziennikarstwem i pisaniem, kiedy uczęszczał do szkoły Avon Old Farms w miejscowości Avon w stanie Connecticut. Po ukończeniu szkoły Yates wstąpił do armii, służąc we Francji i w Niemczech podczas II wojny światowej. W 1946 z powrotem wrócił do Nowego Jorku. Pracował wtedy jako dziennikarz, niezależny Ghost Writer (pisał przemowy dla Prokuratora Generalnego Roberta Kennedy’ego) oraz jako publicysta dla Remington Rand Corporation. Jego kariera pisarska rozpoczęła się w 1961 roku, kiedy została opublikowana jego pierwsza książka Droga do szczęścia (Revolutionary Road). Później był wykładowcą na University of Iowa, Wichita State University, the University of Southern California i the University of Alabama w Tuscaloosa.
W 1962 napisał scenariusz do adaptacji książki Williama Styrona Pogrążyć się w mroku (Lie Down In Darkness). Yates był rozwiedziony dwa razy, miał trzy córki: Sharon, Monicę, Ginę. Zmarł w 1992 roku w wyniku komplikacji po operacji na rozedmę płuc w Birmingham w stanie Alabama.

## Filmografia
- Pogrążyć się w mroku (Lie Down In Darkness) (scenariusz) (1962)
- The Bridge at Remagen (scenariusz) (1969)
- Droga do szczęścia (Revolutionary Road) (2008)